# Hautot-sur-Mer
Hautot-sur-Mer és un municipi francès situat al departament del Sena Marítim i a la regió de Normandia. L'any 2007 tenia 1.991 habitants.

## Demografia

### Població
| Evolució de la població |      |      |      |      |      |      |      |      |
| 1793                    | 1800 | 1806 | 1821 | 1831 | 1836 | 1841 | 1846 | 1851 |
| 520                     | 505  | 460  | 502  | 829  | 868  | 925  | 950  | 930  |

| 1856 | 1861 | 1866 | 1872 | 1876 | 1881 | 1886 | 1891 | 1896 |
| ---- | ---- | ---- | ---- | ---- | ---- | ---- | ---- | ---- |
| 990  | 1068 | 1118 | 1194 | 1183 | 1310 | 1487 | 1384 | 1272 |

| 1901 | 1906 | 1911 | 1921 | 1926 | 1931 | 1936 | 1946 | 1954 |
| ---- | ---- | ---- | ---- | ---- | ---- | ---- | ---- | ---- |
| 1342 | 1483 | 1431 | 1361 | 1311 | 1419 | 1589 | 1689 | 1903 |

| 1962 | 1968 | 1975 | 1982 | 1990 | 1999 | 2006 | 2011 | 2016 |
| ---- | ---- | ---- | ---- | ---- | ---- | ---- | ---- | ---- |
| 1639 | 1657 | 1912 | 1982 | 2111 | 2120 | 2007 | 1977 | -    |

| 2019 | - | - | - | - | - | - | - | - |
| ---- | - | - | - | - | - | - | - | - |
| -    | - | - | - | - | - | - | - | - |

El 2007 la població de fet de Hautot-sur-Mer era de 1.991 persones. Hi havia 856 famílies de les quals 248 eren unipersonals (76 homes vivint sols i 172 dones vivint soles), 276 parelles sense fills, 272 parelles amb fills i 60 famílies monoparentals amb fills.
La població ha evolucionat segons el següent gràfic:
Habitants censats

### Habitatges
El 2007 hi havia 1.052 habitatges, 861 eren l'habitatge principal de la família, 112 eren segones residències i 79 estaven desocupats. 855 eren cases i 190 eren apartaments. Dels 861 habitatges principals, 622 estaven ocupats pels seus propietaris, 230 estaven llogats i ocupats pels llogaters i 9 estaven cedits a títol gratuït; 16 tenien una cambra, 72 en tenien dues, 121 en tenien tres, 210 en tenien quatre i 442 en tenien cinc o més. 602 habitatges disposaven pel capbaix d'una plaça de pàrquing. A 387 habitatges hi havia un automòbil i a 352 n'hi havia dos o més.

### Piràmide de població
La piràmide de població per edats i sexe el 2009 era:
| Homes | Edats   | Dones |
| ----- | ------- | ----- |
| 0     | 95 o +  | 8     |
| 4     | 90 a 94 | 8     |
| 8     | 85 a 89 | 16    |
| 16    | 80 a 84 | 16    |
| 24    | 75 a 79 | 56    |
| 40    | 70 a 74 | 44    |
| 60    | 65 a 69 | 44    |
| 76    | 60 a 64 | 88    |
| 56    | 55 a 59 | 76    |
| 72    | 50 a 54 | 84    |
| 80    | 45 a 49 | 92    |
| 80    | 40 a 44 | 48    |
| 76    | 35 a 39 | 112   |
| 68    | 30 a 34 | 68    |
| 56    | 25 a 29 | 68    |
| 32    | 20 a 24 | 44    |
| 72    | 15 a 19 | 52    |
| 64    | 10 a 14 | 76    |
| 68    | 5 a 9   | 60    |
| 76    | 0 a 4   | 56    |

## Economia
El 2007 la població en edat de treballar era de 1.257 persones, 886 eren actives i 371 eren inactives. De les 886 persones actives 795 estaven ocupades (404 homes i 391 dones) i 91 estaven aturades (40 homes i 51 dones). De les 371 persones inactives 156 estaven jubilades, 112 estaven estudiant i 103 estaven classificades com a «altres inactius».

### Ingressos
El 2009 a Hautot-sur-Mer hi havia 891 unitats fiscals que integraven 2.109 persones, la mediana anual d'ingressos fiscals per persona era de 18.521 €.

### Activitats econòmiques
Dels 67 establiments que hi havia el 2007, 2 eren d'empreses alimentàries, 2 d'empreses de fabricació de material elèctric, 6 d'empreses de fabricació d'altres productes industrials, 7 d'empreses de construcció, 15 d'empreses de comerç i reparació d'automòbils, 2 d'empreses de transport, 9 d'empreses d'hostatgeria i restauració, 1 d'una empresa financera, 6 d'empreses immobiliàries, 8 d'empreses de serveis, 4 d'entitats de l'administració pública i 5 d'empreses classificades com a «altres activitats de serveis».
Dels 13 establiments de servei als particulars que hi havia el 2009, 1 era un taller de reparació d'automòbils i de material agrícola, 1 guixaire pintor, 1 fusteria, 1 electricista, 1 empresa de construcció, 2 perruqueries, 1 veterinari i 5 restaurants.
Dels 4 establiments comercials que hi havia el 2009, 1 era una botiga de més de 120 m², 1 una botiga de menys de 120 m², 1 una fleca i 1 una joieria.
L'any 2000 a Hautot-sur-Mer hi havia 11 explotacions agrícoles que ocupaven un total de 642 hectàrees.

## Equipaments sanitaris i escolars
L'únic equipament sanitari que hi havia el 2009 era una farmàcia.
El 2009 hi havia 1 escola maternal i 1 escola elemental.

## Poblacions més properes
El següent diagrama mostra les poblacions més properes.